# Vozera Lepelskaje
Vozera Lepelskaje (vitryska: Возера Лепельскае, ryska: Ozero Lepel’skoye) är en sjö i Belarus.   Den ligger i voblasten Vitsebsks voblast, i den norra delen av landet, 130 km nordost om huvudstaden Minsk. Vozera Lepelskaje ligger 142 meter över havet. Arean är 8,3 kvadratkilometer. Den sträcker sig 7,3 kilometer i nord-sydlig riktning, och 3,2 kilometer i öst-västlig riktning.
Följande samhällen ligger vid Vozera Lepelskaje:
- Lepel (17 400 invånare)

Omgivningarna runt Vozera Lepelskaje är en mosaik av jordbruksmark och naturlig växtlighet. Runt Vozera Lepelskaje är det ganska glesbefolkat, med 22 invånare per kvadratkilometer.